# Архангельский, Николай Николаевич
Никола́й Никола́евич Арха́нгельский (24 февраля 1896 — 10 июня 1984) — советский учёный в области энтомологии и защиты растений, член-корреспондент ВАСХНИЛ (1956).

## Биография
Родился в станице Спокойная (сейчас — Краснодарский край). Окончил Закавказский университет (Тбилиси) (1922).
- 1922—1925 специалист-энтомолог станции защиты растений в Тбилиси.
- 1925—1943 заведующий отделом энтомологии и заместитель директора, с 1942 директор Ростовской станции защиты растений.
- 1943—1944 старший научный сотрудник по энтомологии Биологического института Армянского филиала АН СССР.
- 1945—1956 заведующий кафедрой энтомологии и зоологии позвоночных, одновременно в 1947—1954 проректор по науке Ростовского государственного университета.
- 1956—1968 зав. отделом энтомологии Биологического института при Ростовском государственном университете.
- 1968—1982 нештатный профессор кафедры энтомологии Ростовского государственного университета.

С 1982 на пенсии.
Доктор сельскохозяйственных наук (1935), профессор (1947), член-корреспондент ВАСХНИЛ (1956). Председатель (1950—1956), заместитель председателя (1956—1966) секции защиты растений при ВАСХНИЛ.
Описал большое количество видов насекомых. Изучил и описал групповой эффект у саранчовых. Разработал методы борьбы с амбарными вредителями и использования афелинуса в биологической борьбе с красной кровяной тлей. Разработал и внедрил в производство машины и приспособления для борьбы с с.-х. вредителями.

## Награды, премии, почётные звания
Заслуженный деятель науки РСФСР (1967). Награжден орденом Ленина (1956), двумя орденами Трудового Красного Знамени (1950, 1958), 3 медалями СССР, медалями ВСХВ и ВДНХ.

## Труды
Опубликовал около 100 научных трудов, в том числе 22 книги и брошюры.
Сочинения:
- Огородные вредители. — Ростов н/Д: Сев. Кавказ, 1931. — 47 с.
- Зерновые клещи и меры борьбы с ними. — Ростов н/Д: Азово-Черномор. кн. изд-во, 1934. — 19 с. — (На борьбу с сорняками, болезнями и вредителями сельхозрастений; № 4).
- Борьба с клопом-черепашкой / соавт.: И. М. Поляков и др. — М.: Сельхозгиз, 1951. — 103 с.
- Предложения по химической защите растений от вредителей, болезней и сорняков / соавт. Н. С. Щербиновский. — М., 1964. — 80 с.